# سیارک ۷۱۸۸
سیارک ۷۱۸۸ (به انگلیسی: 7188 Yoshii، نامگذاری:1992SF1) هفت هزار و صد و هشتاد و هشتمین سیارک کشف شده‌است که در ۲۳ سپتامبر ۱۹۹۲ کشف شد.
قدر مطلق سیارک برابر ۱۴٫۰۰ است.